# 셔틀랜드 시프도그

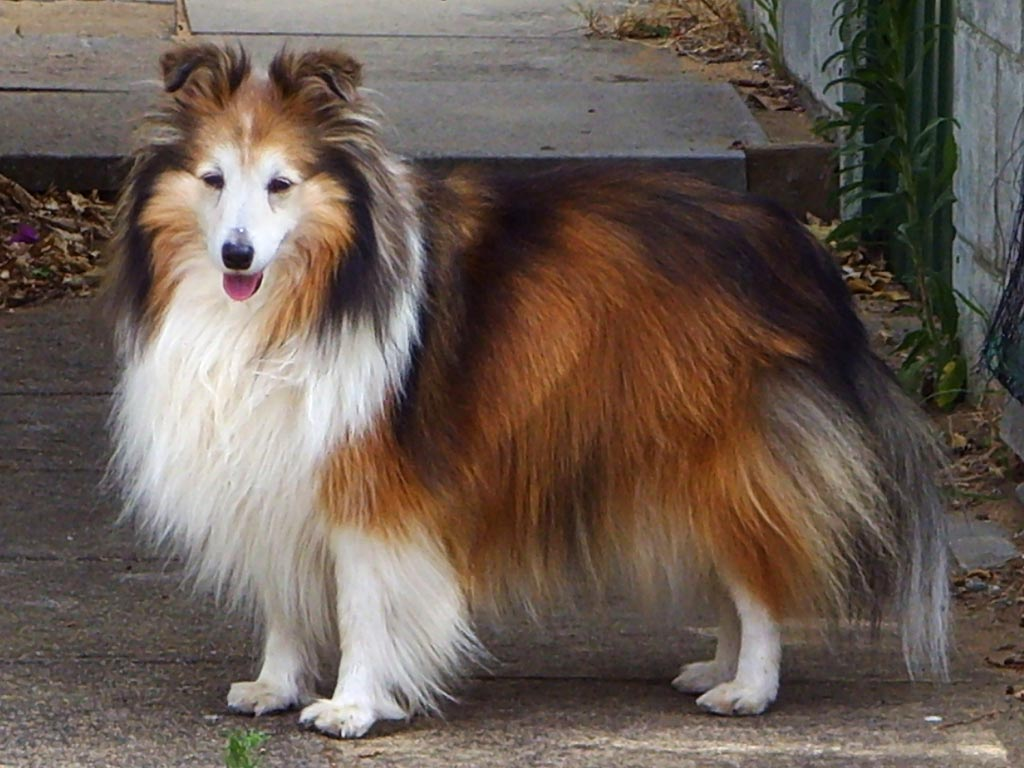
셔틀랜드 시프도그

셔틀랜드 시프도그(영어: Shetland Sheepdog)는개 종류 중 하나이다.  몸무게는 9-10kg이며, 털은 길어서 콜리와 거의 비슷하지만 표면의 털은 다소 거칠게 보인다. 콜리를 축소시킨 것과 비슷한 개로 서 종종 꼬마콜리 또는 콜리를 소형화시킨 것이라 하나 전혀 다른 품종이다. 어깨높이 33~41cm, 몸무게 6~7kg이다. 기원은 정확하지 않으나 스칸디나비아·네덜란드·그린란드·스코틀랜드 등지의 어부들이 데리고 온 여러 종류의 개와 여러 섬의 재래종과의 교잡에 의하여 생긴 것이 북해의 극심한 기후에 자연도태되어 오늘의 기초가 된 것이라고 추측된다. 다리의 힘은 스피드가 있고 목장에서 방목양이나 소의 무리를 잘 유도한다. 친밀하고 주인에게 반응적이며 매우 충성스럽다. 오늘날에 와서는 몸집이 작고 아름다우며 성격이 온순하기 때문에 애완견으로서 세계 각국에서 널리 기르고 있다.

## 역사
더 큰 상대를 닮은 많은 미니어처 품종과 달리, 이 품종은 단순히 러프 콜리를 더 작은 크기로 선택적으로 번식시켜 개발된 것이 아니다. 셰틀랜드의 원래 양치기 개는 스피츠 유형의 개였으며 아마도 현대 아이슬란드 양치기 개와 유사할 것이다. 이 개는 섬으로 데려온 본토 워킹 콜리와 교배되었고, 영국으로 옮겨진 후 러프 콜리, 그리고 멸종된 그린란드 야키 의 일부 또는 전부 , 킹 찰스 스패니얼을 포함한 다른 품종들과 더 광범위하게 교배되었다. 

## 지능
Shelties는 높은 수준의 지능을 가지고 있다. 동물 지능 전문가 인 스탠리 코렌( Stanley Coren ) 박사에 따르면 셰틀랜드 쉽독(Shetland Sheepdog)은 테스트된 138개 품종 중 6위를 차지한 가장 영리한 개 중 하나이다. 그의 연구에 따르면 평균적인 Sheltie는 5회 미만의 반복으로 새로운 명령을 이해할 수 있으며 명령이 처음 주어졌을 때 95% 이상의 시간 동안 명령에 순종한다.

## 건강
대부분의 경우 Shelties는 운동 능력이 뛰어나고 건강하다. 러프 콜리처럼 선천적인 기형과 눈의 질병에 대한 경향이 있다. 각 강아지는 자격을 갖춘 수의 안과 의사에게 눈 검사를 받아야 한다. 일부 강아지는 갑상선 기능 저하증, 간질, 고관절 이형성증 또는 피부 알레르기에 취약할 수 있다. 또한 셰틀랜드 쉽독은 다른 개 보다 방광암인 이행 세포 암종에 걸릴 위험이 4배나 높다. 

## 워킹 라이프
이름에서 알 수 있듯이 Shelties는 양치기 개로 사용될 수 있고 사용되어 왔으며 오늘날까지도 양치기 시험에 참여하고 있다. 양치기 개는 두려움에 몰려들고 도주 행동을 일으켜 가축을 한 곳에서 다른 곳으로 이동시킨다. 무리에 대한 본능은 주로 번식의 산물이다. 어떤 훈련도 이 특성을 대체할 수 없다. 
Shelties는 또한 자연재해 나 심각한 질병과 같은 힘든 시기에 위로가 필요한 사람들을 위한 훌륭한 치료견 이 될 수 있다. 이 품종은 거의 공격적이지 않으며 아이들과 잘 지낸다. 